# How We Do (chanson de The Game)
Pour la chanson de Rita Ora, voir How We Do (Party).
Pour l'album de Das EFX, voir How We Do (album).
Singles de The Game
Westside Story
(2004) Hate It or Love It
(2005)
Singles par 50 Cent
Encore
(2004) Disco Inferno
(2004)
How We Do est une chanson du rappeur californien The Game en collaboration avec l'artiste 50 Cent extrait de son premier album studio, The Documentary (2005). Le titre est sorti en tant que second single de l'album le 23 novembre 2004 aux États-Unis. La chanson est écrite par Jayceon Taylor, Mike Elizondo, Curtis Jackson et Andre Young. Elle est produite par Dr. Dre et Mike Elizondo.
How We Do est un succès commercial dans le monde entier. Le single culmine dans le top 10 de plusieurs pays, dont le Royaume-Uni, l'Irlande, les Pays-Bas, la Suisse, l'Allemagne et la Nouvelle-Zélande. Aux États-Unis, il culmine à la 4e place dans le Billboard Hot 100 et y reste pendant 28 semaines consécutives.

## Liste des pistes
A. How We Do (Edited) – 4:03
B1. How We Do (Edited) – 4:03
B2. How We Do (Explicit) – 4:20
B3. How We Do (Instrumental) – 4:04
B4. How We Do (A cappella) – 3:01

## Classements et certifications
| Classement (2004-2005)                  | Meilleure position |
| --------------------------------------- | ------------------ |
| Allemagne (Media Control AG)            | 6                  |
| Australie (ARIA)                        | 24                 |
| Autriche (Ö3 Austria Top 40)            | 18                 |
| Belgique (Flandre Ultratop 50 Singles)  | 13                 |
| Belgique (Wallonie Ultratop 50 Singles) | 17                 |
| États-Unis (Hot 100)                    | 4                  |
| États-Unis (R&B/Hip-Hop Songs)          | 2                  |
| États-Unis (Pop 100)                    | 11                 |
| États-Unis (Rap Songs)                  | 2                  |
| Europe (Hot 100)                        | 16                 |
| France (SNEP)                           | 30                 |
| Irlande (IRMA)                          | 8                  |
| Pays-Bas (Nederlandse Top 40)           | 5                  |
| Nouvelle-Zélande (RMNZ)                 | 4                  |
| Norvège (VG-lista)                      | 19                 |
| Royaume-Uni (UK Singles Chart)          | 5                  |
| Suisse (Schweizer Hitparade)            | 8                  |

| Classement (2005)    | Meilleure position |
| -------------------- | ------------------ |
| États-Unis (Hot 100) | 19                 |
| Royaume-Uni          | 93                 |
| Suisse               | 52                 |

| Pays              | Certifications |
| ----------------- | -------------- |
| États-Unis (RIAA) | Or             |